# Blan
Blan – miejscowość i gmina we Francji, w regionie Oksytania, w departamencie Tarn.
Według danych na rok 1990 gminę zamieszkiwało 737 osób, a gęstość zaludnienia wynosiła 55 osób/km² (wśród 3020 gmin regionu Midi-Pireneje Blan plasuje się na 447. miejscu pod względem liczby ludności, natomiast pod względem powierzchni na miejscu 861.).